# 제17보병여단 (대한민국)
제17보병여단 (第十二步兵師團)은 대한민국 육군의 군사 부대이다.

## 역사
여단은 1948년 11월 20일 수도방위사령부 예하 독립 제17보병연대로 창설되었다.6.25 전쟁 중 제17보병연대는 옹진 전투, 안강-기계 전투, 낙동강 방어선 전투, 인천 상륙 작전, 서울 수복 전투 등에 참전했다. 1950년 11월, 제2신속대응사단에 배속되었다.
2019년 10월, 제12보병사단에 배속되었다. 
2020년 12월, 제17보병여단으로 재편되었다.